# Pays du Laudon
Le pays du Laudon ou vallée du Laudon est une petite région naturelle située sur la rive ouest du lac d'Annecy. Il s'organise autour du bassin du Laudon, entourée du massif du Semnoz, à l'ouest, et du roc des Bœufs à l'est qui marque la limite avec le pays de Faverges. Au sud, le col de Leschaux indique la frontière avec le massif des Bauges. Le pays du Laudon est un pays savoyard appartenant au canton de Seynod, département de la Haute-Savoie, région Auvergne-Rhône-Alpes.

## Géographie

### Localisation
Situé sur la rive ouest du lac d'Annecy, le pays du Laudon s'étend dans une vallée d'origine glaciaire entre le massif du Semnoz à l'ouest et le roc des Bœufs à l'est. Le territoire s'étend à peu près sur 10 km du nord au sud et 6 km d'est en ouest.
Il a une façade de 7 km sur le lac d'Annecy et par le col de Leschaux le fond de la vallée rejoint Lescheraines et la Combe de Savoie, par le massif des Bauges.
Sommets : crêt de Châtillon (1 704 m), crêt de l'Aigle (1 649 m), roc des Bœufs (1 610 m)
Rivières : Le Laudon, affluent du lac d'Annecy
Les communes :
- La Chapelle-Saint-Maurice (200 hab.), école
- Duingt (800 hab.), école
- Entrevernes (200 hab.), école
- Leschaux (200 hab.), école
- Saint-Eustache (400 hab.), école
- Saint-Jorioz (5 000 hab.), école, collège Jean Monnet

### Transport
par la route N.508 depuis Annecy au nord (9 km); par la route N.212 et N.508, depuis Albertville au sud (35 km);
par l'autoroute A41, sortie Annecy-sud ;
gares à Annecy (9 km) et à Albertville ;
aéroport international de Genève-Cointrin à 60 km ; aéroport régional à Annecy (15 km).

## Économie
Agriculture de montagne : élevage, fromages et produits laitiers, fourrage, miel, légumes et fruits
Tourisme
Artisanat
Emplois à Annecy

## Tourisme

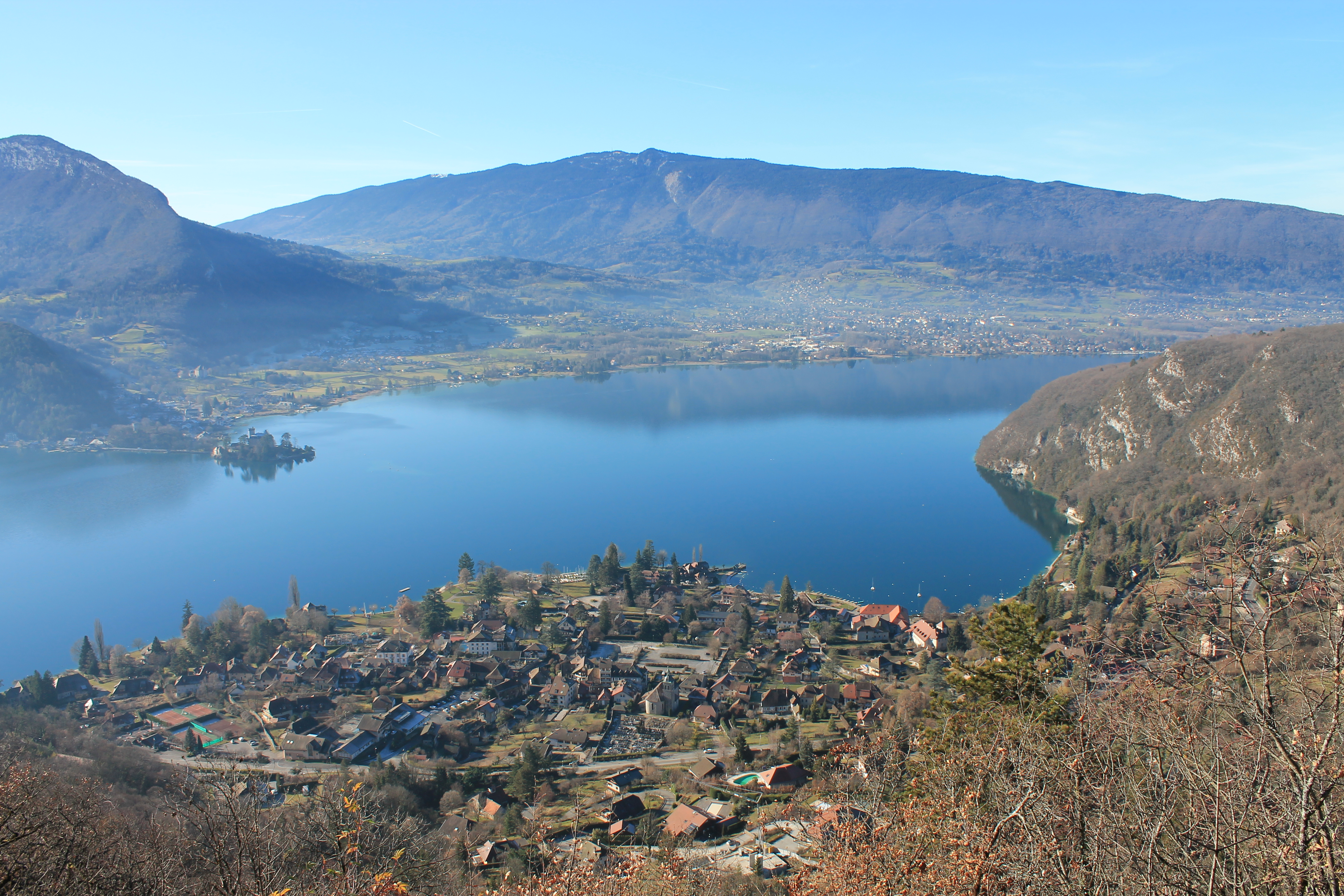
En arrière-plan, le pays du Laudon, avec sur la gauche les rives du village de Duingt, puis Saint-Jorioz, dominés par le Semnoz.

Capacités touristiques : 13 campings, 11 hôtels, 100 meublés, 12 gîtes ruraux et chambres d'hôtes.

### Informations sur le Pays du laudon
- Bureau d'information touristique (Office de Tourisme du Lac d'Annecy) de Saint-Jorioz

### Monuments, curiosités et sites naturels

#### Châteaux
- Duingt :
  - ruines du château de Duingt ou Duyn ou encore de l'Esplanade (vers XIIe siècle, privé)
  - château de Châteauvieux ou château Ruphy (remanié au XVIIIe siècle, privé)
  - château d'Héré (XVe siècle, privé)

- Saint-Jorioz :
  - château de Villard-Chabod (vers XIIe siècle, privé)
  - ancien château du Noiret, devenu au XXe siècle une maison bourgeoise (privé)

#### Patrimoine naturel
- Col de Leschaux
- Roc des Bœufs, classé zone naturelle d'intérêt écologique, faunistique et floristique de type I[1]
- Crêt de Châtillon
- Lac d'Annecy
- Marais de l'Enfer et roselières de Saint-Jorioz, abritant un site lacustre du Néolithique (classé au patrimoine mondial de l'UNESCO[2]).
- Parc naturel régional du massif des Bauges

### Activités de sports et de loisirs
- Sports : 
  - Cyclotourisme, la longue piste cyclable, sur site propre, Annecy-Faverges traverse le territoire,
  - Tennis à Saint-Jorioz et à Duingt
  - Ski : ski de fond à La Chapelle-Saint-Maurice, randonnées nordiques à Entrevernes et à Leschaux, ski alpin et ski de fond à la station du Semnoz.
- Plages et ports : à Saint-Jorioz et à Duingt
- Pêche au lac et dans les torrents (truites, ombles chevalier, perches, brochets...)
- Excursions proches : Talloires, Menthon-Saint-Bernard, Annecy (km), Albertville (km), réserve naturelle du Bout-du-Lac, roc de Chère, montagne de La Tournette, col de la Forclaz (une des plus belles vues sur le lac d'Annecy).

### Évènements sportifs et culturels
- Grimpée du Laudon (1er mai)
- Fête du 15 août au Semnoz
- 7 fêtes rurales
- Concerts au château d'Héré à Duingt
- Cross du Laudon (Dernier Dimanche de Novembre)

### Produits locaux
- tomme, reblochon, chevrotin, truites des rivières de montagne, omble-chevalier du lac, miel, fruits et légumes